# 僧正
僧正，又稱僧主，是漢傳佛教地區為了管理僧尼，任命僧侶的官職（僧綱）之一。

## 概要
僧正又稱僧主，是僧官制度中的一個官職，主管僧正司。

### 中國
十六国時期后秦始立，统管國內僧尼。南朝历代亦设有僧正。唐朝以后，各州設立僧正管理地方僧尼事务。

### 日本
推古天皇32年，任命僧正、僧都和法頭，百濟僧觀勒是日本最初的僧正。
根據律令制，僧綱（僧官）分成僧正、僧都、律師，僧正和僧都各有大・少之別。日後又各設置權官，位階十位。僧正又分成大僧正、權大僧正、僧正、權僧正，大僧正位居僧官制的頂點。
近代日本也會以「僧正」來代指天主教的主教，但正式的翻譯是「司教」。

### 朝鮮
百濟設有僧綱官職。

## 脚注
1. ↑  『日本書紀』推古天皇32年4月戊申（3日）条、戊午条（13日）、壬戌（17日）条。
2. ↑  . 世界史の窓.   [2020-08-17]. （原始内容存档于2019-05-19）.

## 關連項目
- 沙門統